# Flesselles
Flesselles és un municipi francès situat al departament del Somme i a la regió dels Alts de França. L'any 2007 tenia 2.004 habitants.

## Demografia

### Població

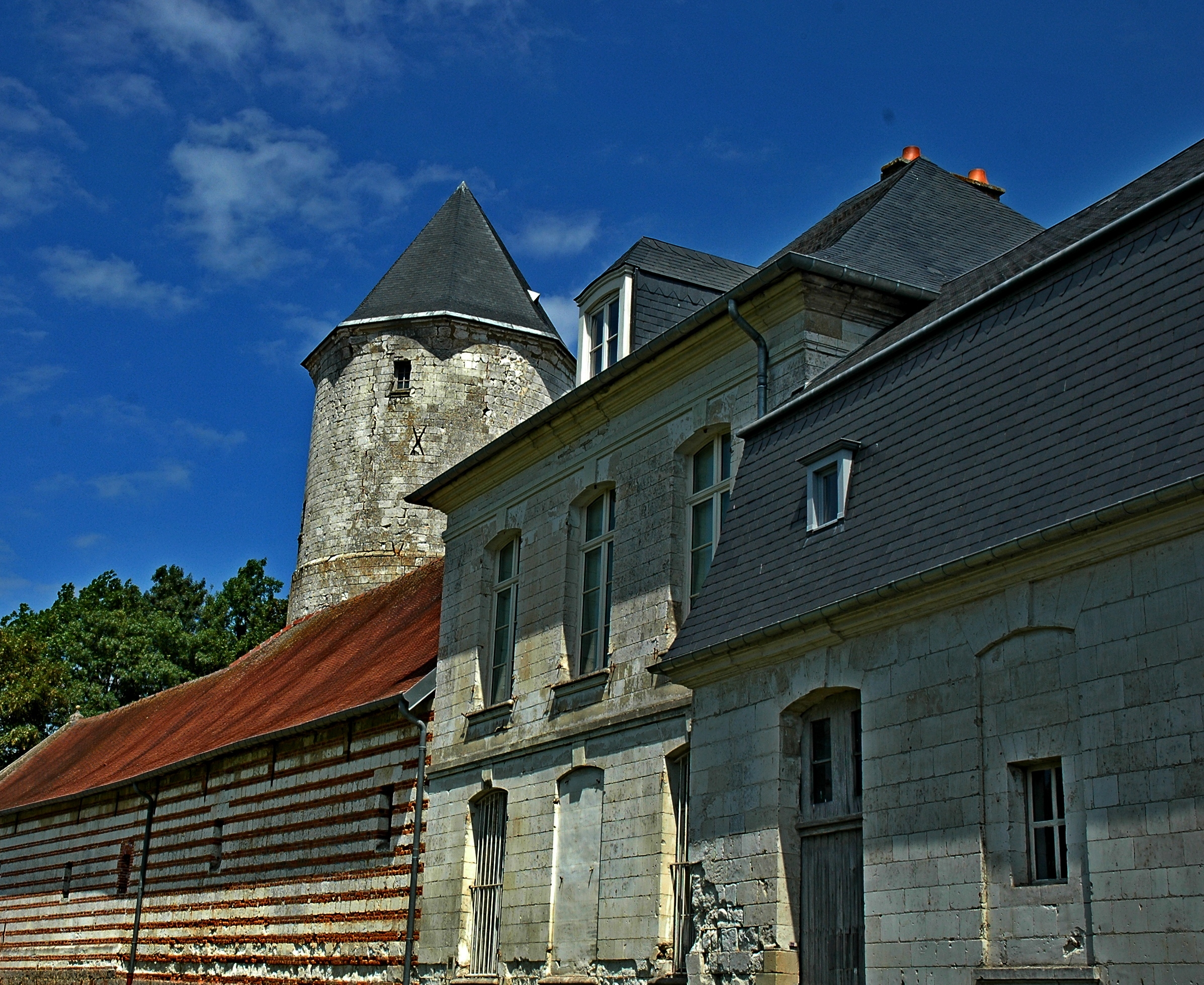
castell

El 2007 la població de fet de Flesselles era de 2.004 persones. Hi havia 684 famílies de les quals 84 eren unipersonals (28 homes vivint sols i 56 dones vivint soles), 244 parelles sense fills, 300 parelles amb fills i 56 famílies monoparentals amb fills.
La població ha evolucionat segons el següent gràfic:
Habitants censats

### Habitatges

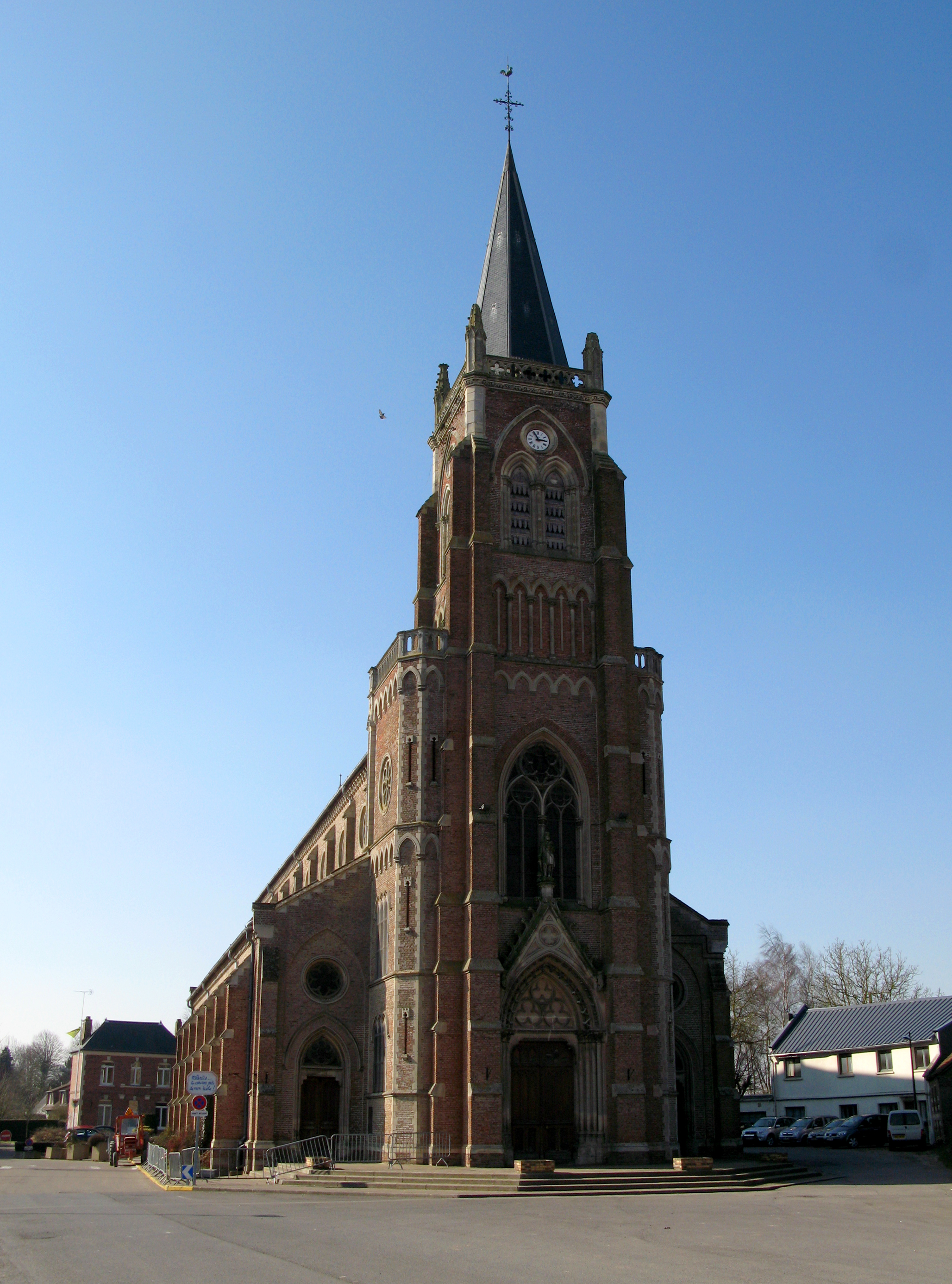

El 2007 hi havia 717 habitatges, 687 eren l'habitatge principal de la família, 4 eren segones residències i 26 estaven desocupats. 712 eren cases i 5 eren apartaments. Dels 687 habitatges principals, 551 estaven ocupats pels seus propietaris, 129 estaven llogats i ocupats pels llogaters i 7 estaven cedits a títol gratuït; 3 tenien una cambra, 10 en tenien dues, 41 en tenien tres, 178 en tenien quatre i 455 en tenien cinc o més. 592 habitatges disposaven pel capbaix d'una plaça de pàrquing. A 253 habitatges hi havia un automòbil i a 392 n'hi havia dos o més.

### Piràmide de població
La piràmide de població per edats i sexe el 2009 era:
| Homes | Edats   | Dones |
| ----- | ------- | ----- |
| 0     | 95 o +  | 0     |
| 0     | 90 a 94 | 4     |
| 4     | 85 a 89 | 16    |
| 0     | 80 a 84 | 0     |
| 16    | 75 a 79 | 24    |
| 24    | 70 a 74 | 20    |
| 28    | 65 a 69 | 40    |
| 52    | 60 a 64 | 40    |
| 68    | 55 a 59 | 36    |
| 84    | 50 a 54 | 108   |
| 96    | 45 a 49 | 100   |
| 96    | 40 a 44 | 96    |
| 36    | 35 a 39 | 60    |
| 84    | 30 a 34 | 52    |
| 52    | 25 a 29 | 60    |
| 72    | 20 a 24 | 60    |
| 128   | 15 a 19 | 132   |
| 64    | 10 a 14 | 104   |
| 64    | 5 a 9   | 84    |
| 28    | 0 a 4   | 60    |

## Economia
El 2007 la població en edat de treballar era de 1.359 persones, 942 eren actives i 417 eren inactives. De les 942 persones actives 859 estaven ocupades (481 homes i 378 dones) i 83 estaven aturades (46 homes i 37 dones). De les 417 persones inactives 143 estaven jubilades, 144 estaven estudiant i 130 estaven classificades com a «altres inactius».

### Ingressos
El 2009 a Flesselles hi havia 732 unitats fiscals que integraven 2.108 persones, la mediana anual d'ingressos fiscals per persona era de 18.321 €.

### Activitats econòmiques
Dels 52 establiments que hi havia el 2007, 2 eren d'empreses alimentàries, 1 d'una empresa de fabricació de material elèctric, 2 d'empreses de fabricació d'altres productes industrials, 7 d'empreses de construcció, 8 d'empreses de comerç i reparació d'automòbils, 8 d'empreses de transport, 2 d'empreses d'hostatgeria i restauració, 1 d'una empresa d'informació i comunicació, 2 d'empreses financeres, 3 d'empreses immobiliàries, 5 d'empreses de serveis, 7 d'entitats de l'administració pública i 4 d'empreses classificades com a «altres activitats de serveis».
Dels 11 establiments de servei als particulars que hi havia el 2009, 1 era una oficina de correu, 1 taller de reparació d'automòbils i de material agrícola, 1 paleta, 2 fusteries, 1 lampisteria, 1 electricista, 1 empresa de construcció, 1 perruqueria, 1 restaurant i 1 agència immobiliària.
Dels 5 establiments comercials que hi havia el 2009, 1 era un hipermercat, 2 fleques i 2 floristeries.
L'any 2000 a Flesselles hi havia 14 explotacions agrícoles que ocupaven un total de 1.099 hectàrees.

## Equipaments sanitaris i escolars
L'únic equipament sanitari que hi havia el 2009 era una farmàcia.
El 2009 hi havia 1 escola maternal i 1 escola elemental.

## Poblacions més properes
El següent diagrama mostra les poblacions més properes.